# Kurt Zierold
Kurt Zierold (* 5. Februar 1899 in Bromberg; † 31. Mai 1989 in Bad Godesberg) war ein deutscher Verwaltungsjurist und Ministerialbeamter.

## Leben
Kurt Zierold war der Sohn des Offiziers Max Zierold und dessen Ehefrau Edith, geborene William. Nach kurzzeitigem Militärdienst während des Ersten Weltkrieges und bestandener Reifeprüfung absolvierte er ein Studium der Rechtswissenschaft an den Universitäten München, Berlin und Greifswald. Nach bestandenem ersten juristischen Staatsexamen wurde er 1921 in Greifswald zum Dr. jur. promoviert und legte später in Berlin das zweite juristische Staatsexamen ab. 1925 trat er als Referent in den Dienst des  Preußischen Kultusministeriums. Zunächst Regierungsrat, wurde er dort zum Oberregierungsrat und 1934 zum Ministerialrat befördert. Er wirkte an der Entstehung der Pädagogischen Akademien und der literarischen Abteilung (Dichterakademie) der Preußischen Akademie der Künste mit. Durch Adolf Grimme wurde er 1931 in die Kunstabteilung des Ministeriums berufen. 1932 war er für die Referate Kultur und Film zuständig.
Zierold verblieb nach der Machtübergabe an die Nationalsozialisten als Parteiloser im Preußischen Kultusministerium und übernahm 1934 den Vorsitz bei der durch ihn mitbegründeten Reichsstelle für den Unterrichtsfilm, der späteren Reichsanstalt für Film und Bild in Wissenschaft und Unterricht. Dorthin holte er auch seinen alten Bekannten Adolf Reichwein. Seit 1941 war er mit Gudrun, geborene Trowitzsch, verheiratet.
Nach dem Ende des Zweiten Weltkrieges leitete er wiederum von Grimme berufen ab Anfang September 1945 die Abteilung Wissenschaft und Kunst im Kultusministerium des Landes Niedersachsen. Ab 1949 war er geschäftsführender Vizepräsident der Notgemeinschaft der deutschen Wissenschaft und war bei deren Nachfolgeorganisation Deutsche Forschungsgemeinschaft von 1952 bis 1964 Generalsekretär. Als solcher vereinnahmte er das Vermögen eines von der NS-Zeit bis 1960 tätigen Freundschaftsbundes der Reichsuniversität Straßburg mit der Auflage, „daraus wissenschaftliche Arbeiten ehemaliger Straßburger Professoren und Dozenten […] zu unterstützen, aber unabhängig davon, ob die betreffenden Herren noch jetzt im Hochschuldienst stehen“.
Er war Mitglied des Verwaltungsrates Stifterverband für die Deutsche Wissenschaft. 1959 wurde er Ehrenmitglied des Vereins Deutscher Bibliothekare.

## Schriften (Auswahl)
- Kennt das Bürgerliche Gesetzbuch ein subjektives Erbrecht? Greifswald, R.- u. staatswiss. Diss., 1921
- Die Pädagogischen Akademien. Weidmannsche Buchhandlung, Berlin 1930 (zusammen mit Paul Rothkugel).
- Der Film in Schule und Hochschule: Die amtl. Bestimmgn über d. Unterrichtsfilm. Kohlhammer, Stuttgart / Berlin 1936
- Wesen und Werden des Unterrichtsfilms in Deutschland. Reichsstelle f. d. Unterrichtsfilm, Berlin 1938 (Aus: Film u. Bild in Wissenschaft, Erziehg u. Volksbildg, 1938, Heft 10. 11).
- Hochschulprobleme von heute.Vandenhoeck & Ruprecht, Göttingen 1948
- Geisteswissenschaften klein geschrieben?: Ein Gespräch über d. Wesensunterschied von Geistes- u. Naturwissenschaften. Gemeinnützige Verwaltungsgesellschaft f. Wissenschaftspflege, Essen-Bredeney 1963.
- Forschungsförderung in drei Epochen: Deutsche Forschungsgemeinschaft. Geschichte, Arbeitsweise, Kommentar. F. Steiner, Wiesbaden 1968.
- Forschung, Lehre und Erziehung: Aufsätze aus d. Zeit d. Wiederaufbaus u.d. Neugründung dt. Hochsch. Acta Humaniora, Weinheim 1984